# Bonga (ort i Etiopien)
Bonga är en ort i Etiopien.   Den ligger i regionen Southern Nations, i den sydvästra delen av landet, 300 km sydväst om huvudstaden Addis Abeba. Bonga ligger 1 596 meter över havet och antalet invånare är 18 973.
Terrängen runt Bonga är kuperad söderut, men norrut är den platt. Bonga ligger nere i en dal. Runt Bonga är det ganska tätbefolkat, med 72 invånare per kvadratkilometer. Det finns inga andra samhällen i närheten. I omgivningarna runt Bonga växer i huvudsak städsegrön lövskog.